# Thymoites chiapensis
Thymoites chiapensis là một loài nhện trong họ Theridiidae.
Loài này thuộc chi Thymoites. Thymoites chiapensis được Herbert Walter Levi miêu tả năm 1959.